# 오카정
오카정(相可町)은 일본 미에현 다키군에 설치되었던 정이다. 현재의 다키정의 북동단에 해당한다.